# Bosque County
Bosque County je okres ve státě Texas v USA. K roku 2010 zde žilo 18 212 obyvatel. Správním městem okresu je Meridian. Celková rozloha okresu činí 2 598 km².